# Сормовская демонстрация

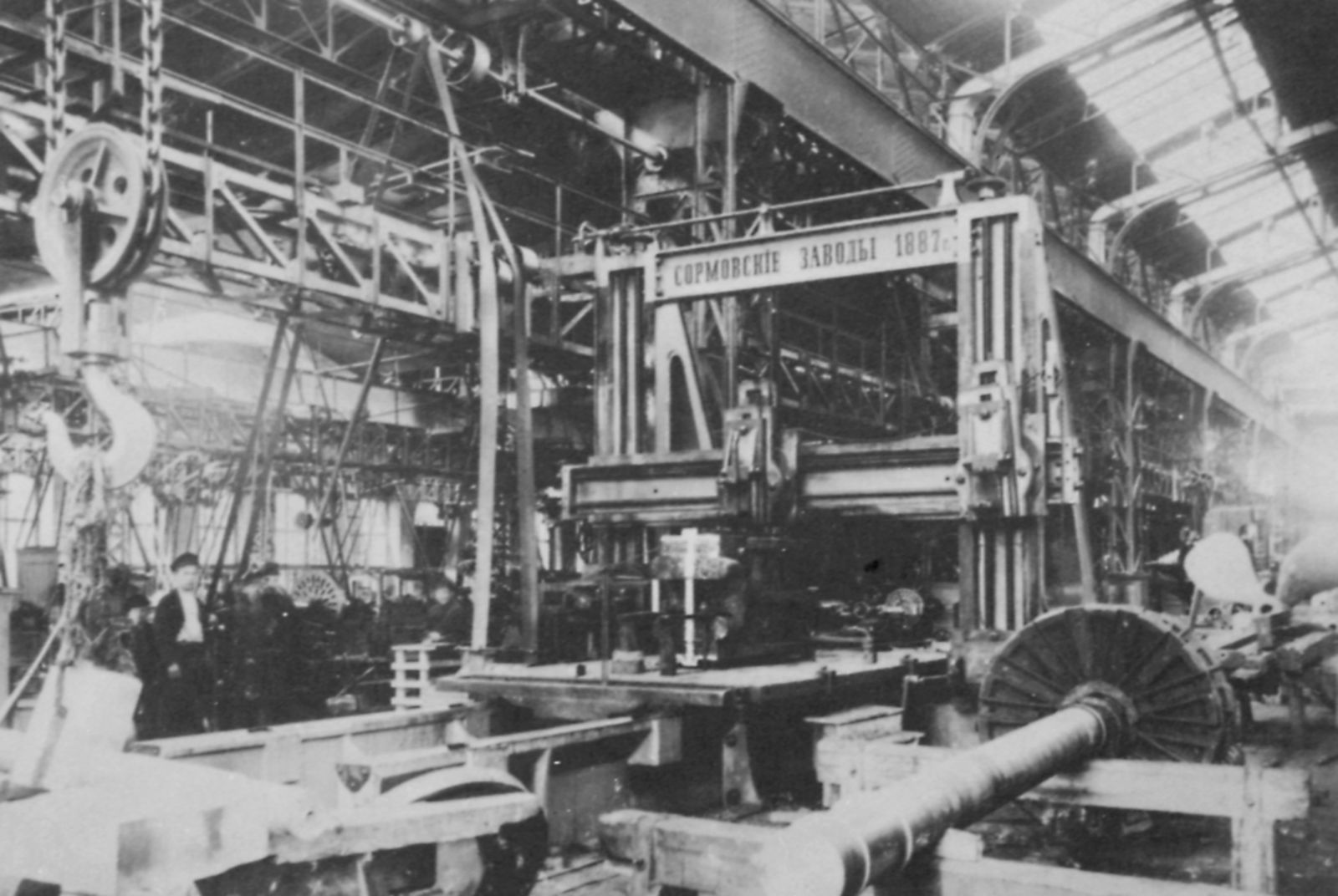
Сормовский завод.1897 год

Сормовская демонстрация 1902 года — одна из первых массовых первомайских политических демонстраций в России. Состоялась в Сормове.
В 1900—1903 годы наблюдался упадок в экономической сфере, затронувший большинство стран Европы, в том числе и Россию. В условиях кризиса продолжает ухудшаться положение рабочего класса, что сопровождается ростом рабочего движения.
Сормовская демонстрация 1902 года была подготовлена социал-демократами под руководством Нижегородского комитета РСДРП, который в начале 1902 распространил в Сормове листовки с призывом к рабочим 1 мая прекратить работу и выйти на демонстрацию. В феврале 1902 года на совещании социал-демократов, на котором присутствовал 61 человек, были выработаны меры вовлечения трудящихся в Сормовскую демонстрацию и план её проведения.
1 мая забастовала половина всех рабочих Сормовского завода. Забастовка была протестом рабочих против тяжёлых условий труда, несправедливой оплаты, штрафов, налагаемых заводской администрацией.
Демонстранты двинулись по Большой улице с красными знаменами и лозунгами, среди них были и политические лозунги: «Долой самодержавие!», «Да здравствует политическая свобода!» и др., пели «Варшавянку».

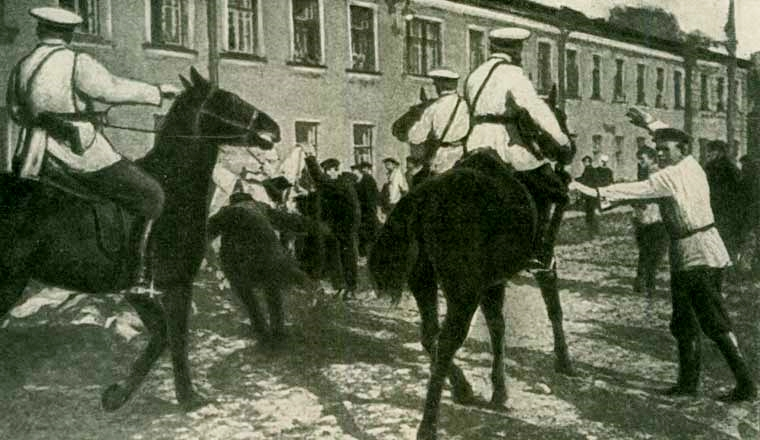
Разгон забастовщиков.1901

Полиция попыталась разогнать демонстрантов, но получила отпор со стороны рабочих. При появлении войск демонстранты запели «Вы жертвою пали». Рабочий П. А. Заломов с красным знаменем в руках вышел навстречу солдатам, он был схвачен. Началось избиение рабочих. Полиция арестовала многих участников демонстрации. Заводоуправление уволило 46 человек.
28—31 октября 1902 года в Нижнем Новгороде и Сормове проходил суд над руководителями и участниками Сормовской демонстрации. День суда держали в тайне. На суде Пётр Заломов выступил с яркой речью. Он рассказал о том, в каких тяжёлых условиях приходится работать и жить рабочим. Приговор суда был суровым. Пётр Заломов и ещё 6 человек были лишены прав состояния и приговорены к пожизненной ссылке в Сибирь. Суд привлёк внимание широкой общественности. Не только рабочие, но и представители других слоев населения выражали сочувствие рабочим Сормовского завода. Первая демонстрация всколыхнула рабочих Сормовского завода и способствовала сплочению рабочих в борьбе за свои права.
Газета РСДРП «Искра» опубликовала речи рабочих с предисловием В. И. Ленина. (см. Полн. собр. соч., 5 изд., т. 7, с. 65). В 1905 году Пётр Заломов бежал из Сибири.
События Сормовской демонстрации отображены писателем Максимом Горьким (уроженец Нижнего Новгорода) в романе «Мать» (1906) и в одноимённом фильме Г. П. Панфилова. Прообразом Павла Власова из романа М.Горького был П. Заломов.